# Bessarion (Mondkrater)
Bessarion ist ein kleiner Einschlagkrater nahe dem südwestlichen Ufer des Oceanus Procellarum. In kurzer Entfernung nördlich zeichnet sich der sehr helle Nebenkrater Bessarion E ab. Östlich liegt der Krater T. Mayer und im Süden Kepler mit seinem auffallenden Strahlensystem.
Der kreisrunde, schüsselförmige Krater weist eine niedrige, zentrale Erhebung auf. Er besitzt eine höhere Albedo als die umgebende Mondoberfläche und erscheint dadurch bei hochstehender Sonne besonders hell.
Der Mondkrater ist nach dem byzantinisch-römischen Geistlichen und Humanisten Bessarion (1403–1472) benannt.
| Buchstabe | Position           | Durchmesser | Link |
| --------- | ------------------ | ----------- | ---- |
| A         | 17,07° N, 39,84° W | 12 km       |      |
| B         | 16,82° N, 41,72° W | 12 km       |      |
| C         | 16,02° N, 42,64° W | 9 km        |      |
| D         | 19,76° N, 41,74° W | 9 km        |      |
| E         | 15,36° N, 37,36° W | 8 km        |      |
| G         | 14,89° N, 40,37° W | 4 km        |      |
| H         | 15,25° N, 41,49° W | 4 km        |      |
| V         | 15,04° N, 35° W    | 3 km        |      |
| W         | 16,69° N, 36,95° W | 3 km        |      |